# نان لين
نان لين (بالإنجليزية: Nan Lin)‏ هو عالم اجتماع أمريكي، ولد في 2 أغسطس 1938 في تشونغتشينغ في الصين.